# Варганов, Василий Афанасьевич
Василий Афанасьевич Варганов (22 декабря 1890 (3 января 1891) — 1974) — революционер-большевик, участник установления советской власти в Мариуполе в 1917—1918 годах. Позже — советский военнослужащий, комиссар, инженер. Почётный гражданин Козельска.

## Биография

### Начало революционной деятельности
Родился в деревне Филатовке Костешовской волости Козельского уезда Калужской губернии в семье машиниста паровоза. В 16-летнем возрасте переехал в Мариуполь на учёбу в низшее механико-техническое училище.
С 1910 года работал механиком на заводе «Никополь». К 1914 году, работая в бронепрокатном цехе, благодаря техническим знаниям, внёс несколько предложений по улучшению производственных процессов и вскоре вошёл в тройку политических лидеров цеха. По собственным заявлениям, в 1914 году организовал на заводе подпольный большевистский комитет и стал его председателем; по некоторым данным, достоверность которых ставится под сомнение, с того же года был членом РСДРП(б) (по другим данным — с 1917 года).
Вошёл в число руководителей крупной, продолжавшейся 17-18 дней, забастовки на металлургических заводах «Никополь» и «Русский Провиданс» в мае 1916 года. За организацию забастовки был выслан из города и отправлен в действующую армию. Однако, имея подтверждение заводоуправления о реализации его изобретений, участия в боях он избежал, и, как ряд других участников забастовки (например, Иван Нейбах), попал в учебную команду 250-го запасного пехотного полка, стоявшего в Коврове. Затем был переведён в маршевую автомобильную роту в Москве, где его и застала Февральская революция. Ознакомившись с «Апрельскими тезисами» Ленина, он стал убеждённым большевиком и в апреле-мае 1917 года вернулся в Мариуполь.

### Участие вРеволюции 1917 года в Мариуполе
По возвращении в Мариуполь Варганов организовал Комитет пострадавших за забастовку 1916 года и на его базе развернул большевистскую пропаганду. В итоге под руководством Варганова была успешно осуществлена большевизация профсоюза «Металлист», а также привлечены к работе Комитета более трёхсот членов Союза социалистической молодежи, созданного рабочим трубного цеха «Никополя» В. Козловым.
Летом 1917 года при организационной поддержке популярного среди мариупольских рабочих большевика Г. И. Петровского (ранее работавшего на «Русском Провидансе» и избранного депутатом IV Думы) и Г. Н. Мельничанского (также металлиста по профессии) был создан Мариупольский комитет РСДРП(б), который и возглавил Варганов. При создании в большевистскую организацию вошли более ста человек, к октябрю же её численность превысила тысячу, и большевики одержали победу на перевыборах в мариупольский Совет рабочих и солдатских депутатов. 12 сентября Варганов был избран председателем исполкома Совета.
Осенью 1917 года Варганов выступал в роли руководителя «Совета десяти», занимавшегося организацией мариупольского отряда Красной гвардии. 30 октября 1917 года, после успеха восстания в Петрограде, мариупольская полиция добровольно сложила оружие, сотрудники телефонной станции, телеграфа не обороняли свои предприятия, здание совета мировых судей также было занято без боя. В итоге на мирном митинге Варганов зачитал первые декреты советской власти, после чего рабочие избрали военно-революционный комитет во главе с Б. А. Вильклишем и штаб Красной гвардии во главе с самим Варгановым.
По позднейшим рассказам самого Варганова, около 10 ноября 1917 года выехал в Петроград с наказом от рабочих к Ленину, чтобы просить денег для рабочих; при этом доложил Ленину о том, что мирному захвату власти в Мариуполе поспособствовала осуществлённая ещё в 21—24 октября операция по захвату оружия, поступившего в Мариуполь для сторонников Центральной Рады, а затем и пороховых погребов. Однако, по утверждениям мариупольских краеведов, в действительности такой встречи состояться не могло. Известный эпизод с захватом вагона с оружием относится к 22 ноября.
25 ноября ревком Варганова был отстранён от дел прибывшим в Мариуполь представителем центра, известным по архивным документам как Г. Стамбо. Последний выказал недовольство сохранявшимся в городе двоевластием (городская Дума признавала власть Центральной Рады), а 28 ноября именно по его приказу были захвачены пороховые погреба. Вечером 30 декабря большевики атаковали разместившихся в гостинице «Континенталь» прибывших из Киева 200 гайдамаков, представлявших Центральную Раду, и таким образом, как считается, установили советскую власть в городе. Тем не менее, двоевластие фактически сохранялось до оккупации Мариуполя австро-немецкими войсками в 20-х числах апреля 1918 года.

### «Восстание фронтовиков» против Варганова
После отбытия упомянутого Стамбо из города властные полномочия снова получил Варганов. По некоторым данным, он считался одновременно председателем Совета рабочих депутатов, председателем горкома РКП(б), председателем ревкома и комиссаром по военным и морским делам города Мариуполя и уезда (по другим источникам, по крайней мере в 1917 году председателем горкома был Я. Д. Меламед, а в качестве председателя Совета с января 1918 года упоминается В. Т. Балясов).
В заседаниях Совета Варганов не принимал участия, а сконцентрировался на командовании штабом Красной гвардии (с середины марта 1918 года — Красной армии). По позднейшим рассказам Варганова, то ли с момента избрания большевистского Совета, то ли сразу после Октябрьской революции иностранные владельцы заводов вывезли деньги из банка, и в итоге у рабочих три месяца не было денег и продовольствия. Тогда красногвардейцы начали конфискации, в том числе угля и хлеба в порту. Кроме того, по словам Варганова, он организовал раздачу земельных участков, изготовление сельхозинвентаря в обмен на хлеб, потребовал от немецких колонистов в Розовке выплачивать деньги за аренду земли. Наконец, он заявлял, что рабочие заводов взяли под охрану сырьё (хром, никель) и в дальнейшем по указанию Ленина оно было переправлено на Путиловский завод. Однако в воспоминаниях В. А. Антонова-Овсеенко, в подчинении которого находился Варганов, слова последнего о трёхмесячном отсутствии зарплаты у рабочих относятся к весне 1918 года, как и опасения рабочих относительно эвакуации сырья с заводов из-за угрозы австро-венгерской оккупации.
Деятельность Варганова стала предметом открытого конфликта со значительной частью Совета, в том числе и с другими представителями большевиков в нём. Рассказывалось о незаконных обысках, ревизиях и арестах, проводившихся красногвардейцами. Только по настоянию исполкома Совета были освобождены из-под стражи участник революционных событий 1899 года Иван Семилов и ещё 11 человек. Визит красногвардейцев в Сартану окончился дракой с крестьянами, за которую на последних была наложена контрибуция. Комиссар юстиции, большевик П. Киров публично выступил против «комиссародержавия», а комиссар по печати, большевик Г. А. Македон выступил против действий лично Варганова. В конце концов Совет признал недействительными все мандаты на арест, конфискацию и реквизицию, выданные до 1 апреля штабом военного комиссариата, которым руководил Варганов.
Тем временем сам Варганов 28-29 марта по приказу верховного главнокомандующего В. А. Антонова-Овсеенко выдвинулся с отрядом численностью до трёх тысяч человек для борьбы австро-венгерской армией под Екатеринославом. 2 апреля его отряд вступил в бой, но в итоге потерпел тяжкое поражение. Получив ранение (или контузию) в бою на станции Горяиново, Варганов вернулся в Мариуполь, откуда, по воспоминаниям Антонова-Овсеенко, должен был вновь выступить на фронт в распоряжение А. И. Егорова.
Но настроения в городе продолжали меняться. К руководству профсоюзом «Металлист», союзом моряков и союзом железнодорожников пришли меньшевики. 8 апреля вернувшиеся в город с фронтов участники Первой мировой войны, объединившиеся с меньшевиками, большевиками, эсерами и даже сторонниками Центральной Рады, подняли восстание. В здании цирка Яковенко они устроили многотысячный митинг, на котором избрали особую комиссию для прямого вхождения в состав Красной армии, разоружения красногвардейцев Варганова и свержения его «диктатуры». В тот же день вернувшиеся в город красногвардейцы устроили предупредительную стрельбу в воздух из пулемёта. В воспоминаниях А. В. Антонова-Овсеенко стрельба со стороны Варганова объяснялась необходимостью предотвратить захват банка фронтовиками, боявшимися вывоза из Мариуполя присланных из Таганрога денег; в изложении самих восставших это была акция устрашения. В течение 9 апреля стреляли обе стороны; ряд красногвардейцев был арестован. Если верить воспоминаниям А. В. Антонова-Овсеенко, то «несколько» сторонников Варганова, в том числе заведующий продотделом Я. Д. Меламед, были расстреляны. Кроме того, при невыясненных обстоятельствах в гостинице «Континенталь» была застрелена его жена Ольга. Варганов потребовал освобождения пленных под угрозой кровопролития; его красногвардейцы, закрепившиеся со стороны завода, даже обстреляли город из артиллерийского орудия. Но в итоге «восстание фронтовиков» одержало победу.
Остатки красногвардейцев во главе с Варгановым и Вильклишем вечером 10 апреля ушли к Таганрогу. Там Варганов стал заявлять, что власть в Мариуполе захвачена белогвардейцами (так впоследствии были обозначены восставшие и в мемуарах А. В. Антонова-Овсеенко) и гайдамаками. В связи этим в город был направлен бронепоезд № 4 «Свобода или смерть!» А. В. Полупанова и 2-й революционный батальон Южного фронта. В свою очередь, образованный 9 апреля в качестве органа власти Временный исполнительный комитет Мариуполя стал информировать телеграммами советское руководство, в том числе командовавших войсками А. И. Егорова и А. В. Антонова-Овсеенко, о своей лояльности большевикам и необходимости ареста самого Варганова за убийство двух железнодорожных рабочих и похищение четырёх. Кроме того, в Таганрог была направлена целая делегация с участием Македона. В итоге разбирательств выяснилось, что захваченные железнодорожники живы, а самого Варганова решено было арестовать. Прибывшие в Мариуполь войска подписали сразу же с восставшими мирный договор.
Однако ареста в Таганроге Варганов избежал. По собственным воспоминаниям, местные большевики переправили его на металлургический завод, а затем на крейсер, эвакуировавший пассажиров в Ейск.

### Военная карьера в 1918—1921 годах
Варганов вернулся в родную деревню и затем был назначен уездным военкомом. Затем был переведён в Калугу, где, как утверждается, возглавил чрезвычайный штаб по борьбе с контрреволюцией. В конце 1918 года назначен Калужским губернским военкомом.
В апреле 1919 года прибыл в Астрахань в распоряжение С. М. Кирова и назначен комиссаром инспекции пехоты по формированию 11-й армии.
Затем секретным приказом по Каспийско-Кавказскому фронту назначен комиссаром морского десанта, который должен был занять полуостров Мангышлак. По выполнении этой задачи 16 мая 1919 года на Мангышлакском съезде Советов выступил председателем съезда.
C 7 июня по 4 июля 1919 года — военком 7-й кавалерийской дивизии
Известно, что 10 июня 1920 года президиум Донецкого губисполкома рассматривал вопрос о деятельности Варганова и решил, что он «как Губвоенком неудовлетворителен», попросив окружной военкомат заменить его «лучшим кандидатом».
Занимал должность заместителя особо уполномоченного Совета Труда и Обороны по восстановлению Донбасса.
В 1921 году был исключён из партии «за карьеризм, шкурничество и как примазавшийся к партии ради личных выгод».

### Поздние годы
Был одним из организаторов Шатурской электростанции. Вместе с Г. М. Григоряном стал соавтором вышедшего в 1928—1930 годах двухтомника «Приборы для сжигания жидкого топлива».
Работал инженером на строительстве метрополитена в Москве, Киеве и Ленинграде. Участвовал в разработке землеройных машин и эскалаторов метро.
В 1941 году восстановился в партии.
По состоянию на 1957 год — персональный пенсионер. 
31 декабря 1966 года решением исполкома Козельского горсовета Варганову было присвоено звание «Почётный гражданин г. Козельска». В 1969—1973 годах Варганов вёл изобретательский лекторий со старшеклассниками Подборской средней школы-интерната.
Умер в 1974 году в Москве, похоронен на Новодевичьем кладбище.

## Память
В 1977 году Ташкентский переулок и Сенная улица в Мариуполе были переименованы в улицу Варганова. В 2016 году в рамках декоммунизации её переименовали в Соборную.
На здании бывшего Мариупольского механико-технического училища была установлена мемориальная доска с именем Варганова.